# Стан (певец)
Стратос Антипариотис, популярен с творческия си псевдоним – STAN, е известен гръцки певец, композитор и модел.

## Биография
Стратос Антипариотис е роден на 1 август 1987 г. в Атина, Гърция. Фамилията му идва от островите на Парос, където той е израснал. Неговите стилове музика са хип-хоп, арендби, лаика. Стан прави своите първи стъпки в музикалната индустрия през декември 2009 г., когато записва текстовете за дебютния албум на гръцката група Вегас и тяхната песен Giati. В началото на своята кариера той работи съвместно с Бо за песента Tha'thela, с Нико за хита Last Summer, за Клейди Лупа и Дименсиън X за песента Call Me, със Сакис Рувас за песента To Allo Sou Miso, и Катерина Стикуди за нейната песен 6 Ekatommyria.

## Дебют
През април 2011 г. Стратос прави своя официален дебют като певец. Песента An Mou Ftanan Ta Lefta, е реализирана от ЕМИ Мюзик и постига голям успех. Неговият следващ дигитален сингъл, Taxidepse Me, е реализиран през август 2011 г. и печели забележителни отзиви както от медиите, така и от феновете, потвърждавайки Стан като феномен за гръцката музикална индустрия. Няколко месеца по-късно, през октомври 2011 г., той работи с Небма за песента Sto Myalo Mou. През декември 2011 г. той реализира специална рождественска песен Fetos Ta Xristougenna за своите фенове и тя е продадена за три седмици.
През март 2012 г., докато работи за своя първи солов албум, той реализира своя следващ сингъл – 1 Vradi, и режисира новия хит Tora за гръцката звезда Сакис Рувас. Няколко дни по-късно той започва своето турне в САЩ и изнася концерти в Ню Йорк, Чикаго и Бостън. За един месец в страната той се среща с едни от най-престижните хора на музикалната индустрия, като Горила ТЕК и Макиан Джексън. През юни 2012 г. Стратос реализира своя нов сингъл Kalokairini Drosia и една седмица по-късно излиза дебютният му албум STAN и заедно с новия албум стартира и неговото Европейско лятно турне. През октомври 2012 г. се завръща за своето първо австралийско турне, като изнася концерти в Сидни, Мелбърн и Бризбън, а междувременно и представя своя нов сингъл – Oti Pio Omorfo Eho Dei, който се изкачва в класациите.
През март 2013 г. Стратос реализира своя нов сингъл Se Thelo Edo, с повече от 2 000 000 гледания в „Ютюб“ след два месеца от излизането му. През май 2013 г. той започва своето второ турне в САЩ и Канада и посещава Торонто, Холивуд и Ню Йорк Сити и има участия в GABBY Awards в Лос Анджелис.

## Дискография

### Сингли
- An Mou Ftanan Ta Lefta (2011)
- Taxidepse Me (2011)
- Sto Myalo Mou (2011)
- Fetos Ta Xristougenna (2011)
- 1Vradi (2012)
- Kalokairini Drosia (2012)
- Στου Κορμιου Σου Τα Ανοιχτά (2012)
- Oti Pio Omorfo Eho Dei (2012)
- Ena Vradi (2012)
- Kiss Of An Angel (2012)
- Αν Το Θέλεις (2012)
- Καμια Γυναικα (2012)
- Se Thelo Edo (2013)
- Se Thelo Edo (с участието на Knock Out) (2013)
- Paixnidia Erotika (2013)
- Intro (2013)
- Σκιτ'Να Μ'Ερωτεντεις (2013)
- Να Μ'Ερωτεντεις (2013)
- Μόνο Εσν (с участието на Oge, Snapyourfingaz) (2013)
- Mμ Ρωτάς (с участието на Taki Tσαν) (2013)
- Μωβ (с участието на Snapyourfingaz, Snik) (2013)
- Σκιτ'Στα Δνσκολα Σε Θελω' (2013)
- Στα Δυσκολα Σε Θελω' (2013)
- Κοίτα Με (2013)
- Φίλε (с участието на Χαρπς Βαρθακούρης) (2013)
- Αν Βρεθουμε Σε'Ενα Παραψνο (с участието на Mελισσες) (2013)
- Να'Μ'Ερωτεντεις (Spanish Version) (2013)
- Ta Λογια Κομμάτια (с участието на PLAYMEN) (2013)
- Outro (2013)
- Otan Agapas (2014)
- Mou Lipis (2014)
- Me Stenahori (2015)
- Страдам (с участието на Мария) (2015)
- De Sou Aniko (2015)
- Paraxeno Paidi (2015)
- Xtypa (2016)
- Me Ekmetalevese (2016)
- Kai Zilevo Pou S Ehei (2016)
- De Me Thelis (2016)
- Ise Aparetiti (2016)
- Tora Lipo (2016)
- Gia Na Rthis Edo (2016)
- Ximeroni Epetio (2016)
- Vrexei Erota (2016)
- Kane Me Gia Sena Na Klapso (2017)
- Gi Ayto Stamatise me (Cover) (2017)
- Ti Den Katalavenis (2018)
- Tetragona (2018)
- De Me Noiazei Tipota (BO, с участието на Стан) (2019)
- Kati Teties Nixtes (2019)
- De Me Xeris (2019)
- Ximeroni (2019)
- O Vasilias Tis Monaxias (2019)
- Ftaiei (2020)
- Ola Tha Pane Kala (Dionisis Shinas и Stan Antipariotis) (2020)
- Giati Poli S Agapisa (2020)
- Kati Mou Krivis (2020)
- Den Ftais Esi (2020)
- Na Ksanartheis (2020)
- Paidi Tou Xeimwna (2021)
- Ki An (2021)
- Opou Vgei (2021)
- Gia Dio (с участието на iLLEOo) (2021)
- Gia Dio (Demo Version) (2022)
- Alitisa (с участието на Light) (2022)
- Opou Vgei (Unplugged Live) (2022)
- Otan Agapas (Unplugged Live) (2022)
- Mikros Titanikos (Unplugged Live) (2022)
- Na Ksanartheis (Unplugged Live) (2022)
- Tetragona (Unplugged Live) (2022)
- Kai Zilevo Pou S Ehei (Unplugged Live) (2022)
- Allou (Unplugged Live) (2022)
- Skepsou (Unplugged Live) (2022)
- Tora Lipo (Unplugged Live) (2022)
- Paraxeno Paidi (Unplugged Live) (2022)
- Ximeroni (Unplugged Live) (2022)
- De Me Xeris (Unplugged Live) (2022)
- Ligo (2023)
- Kai Ola Ayta Epidi (2023)
- Epikindina (2023)
- Yperentasi (2023)
- Estripsa (2023)
- De Xreiazetai (2023)
- Yparxoun Kati Psemata (2023)

### Албуми
- STAN (2012)
- Na Me Eroteftis (2013)
- STAN Best of +2 (2014)
- 11:11 (2016)
- Paidi Tou Xeimwna (2021)
- Yperentasi (2023)